# Мадагаскарска кукувија
Мадагаскарска кукувија (лат. Tyto soumagnei) врста је сове из породице кукувија. Веома је ретка. Живи само на Мадагаскару, по коме је и добила име, а била је скроз непозната од њеног открића 1876. године, па све до поновног открића истраживача из светске фондације за природу 1993. године. Тренутно се на IUCN листи налази на списку рањивих таксона због уништавања њеног станишта, али су скорашње студије утврдиле да она можда има и већи ареал него што се мислило, мада су за то потребна даља истраживања. Вероватно је код утврђивања ареала дошло до превида због њене сличности са кукувијом.
По изгледу, мадагаскарска кукувија подсећа на космополитски распрострањену кукувију, мада је од ње мања (27-30 центиметара) и има јарко наранџасто обојено перје са малим црним тачкама. Живи у влажним зимзеленим и сувим листопадним шумама на истоку острва. Храни се малим сисарима који живе на острву, а то су пре свега сисари из породице Tenrecidae и глодари из рода Eliurus. Гнезди се у шупљинама дрвећа и дуж литица са густом вегетацијом.

## Опис
Мадагаскарска кукувија је наранџасто-црвене боје са малим црним тачкама и тамно сивим/браон фацијалним диском. Очи су јој типичне гараве црне боје, кљун бледосив, а перје око основе кљуна боје љуске коже. Стопала су сиве боје. Једна јединка је до сада била измерена и тежила је 322 грама, дугачка 275 милиметара, крила су јој била дуга 209 милиметара, реп 100 милиметара, стопала дугачка 56,6 а широка 6 милиметара, док је кљун од основе до врха био дужине 11,6 милиметара.

## Исхрана
Исхрана ове сове откривена је на основу разних посматрања. Углавном се хране разним малим сисарима из породица Tenrecidae, Muridae, које живе на Мадагаскару. Такође се хране и инсектима, жабама, тропским гуштерима, као и врстама Oryzorictes hova, Rattus rattus, Microcebus rufus, које су све, сем црног пацова (Rattus rattus) ендемичне за Мадагаскар. Постоји веома мало или уопште не постоје забележени случајеви да се ова сова храни жабама у дивљини, будући да воли мале сисаре, али се њима често и радо храни у заточеништву. Већина њеног плена живи у шумама или се може наћи на ободима шума.
Готово да нема преклапања у исхрани ове сове и кукувије, упркос физичким сличностима. Мадагаскарска сова се углавном храни аутохтоним врстама, док кукувија претежно конзумира донете врсте.

## Распрострањеност и станиште
Ареал мадагаскарске кукувије се временом повећавао, са сваким новим посматрањем и истраживањем од њеног поновног открића 1993. године.
Прво познато гнездо нађено је августа 1995. године близу Амбанизане на Мадагаскару. Почетна истраживања ограничила су распрострањеност ове врсте на северни и крајњи источни део острва. Недавна истраживања навела су да ова птица живи на северу, па се дуж источне обале простире до низија на крајњем југоистоку Мадагаскара. Када је реч о висинској распростањености, насељава подручја од висине мора па све до 2.000 метара. Због оволике површине на којој се може наћи, предложено је да се мадагаскарска кукувија преквалификује у усамљену и повучену сову, а не изузетно ретку. Ово је још увек спорно, али је евидентно да је број живих јединки изузетно мали, да ли због неуједначености распрострањења или због мале густине насељености. Тек, треба узети у обзир и да је ова врста угрожена. Тренутна процена бројности је да на острву живи између 3.500 и 15.000 јединки, а овај број се тенденциозно смањује. Доња граница броја јединки може бити и реална, јер је, упркос великом броју истраживања и посматрања кроз историју, виђен мали број јединки.
Тешкоће у откривању врсте на другим подручјима острва јављају се и због повучености врсте, неразликовања са кукувијом, као и због тога што се врста јавља у малим густинама и на малим засебним подручјима.
Мадагаскарска кукувија насељава суве листопадне и влажне зимзелене шуме. Воли да се гнезди на стеновитим платформама у јаругама и улазима пећина који се налазе у близини деградиране примарне или секундарне вегетације. Места гнежђења се углавном налазе на 3,7 метара од тла. Чини се да воли и да се гнезди на ивицама шума и мало до скроз измењеним стаништима, попут пиринчаних поља или другим местима где је шума искрчена да би се гајила нека култура. Ниједна јединка није виђена како се гнезди у дубокој или затвореној шуми.

## Дозивање
Дозивање мадагаскарске кукувије слично је дозивању кукувије. Састоји се од 1,5 - 2 секунде дугог шиштања чија се фреквенција полако смањује при крају. Овај благи пад фреквенције на крају дозивања разликује мадагаскарску од обичне кукувије.
Ова птица испушта звуке док напушта своје гнездо, одмах по одласку из гнезда и као одговор другој мадагаскарској кукувији током ноћи.

## Претње
Највећа претња овој птици је све интензивнија сеча шума и фрагментација њеног шумског станишта. Шуме Мадагаскара су биолошки веома богате и јединствене у свету. Тек, 90% свих биљних врста острва смештено је у или на ободима шума. 1950их година, 160.000 квадратних километара острва било је покривено шумом, од чега су 26% биле суве шуме - главно станиште мадагаскарске кукувије. До прве деценије трећег миленијума, сателитским и авионским снимцима утврђено је да је ова површина смањена на 89.800 -101.100 квадратних километара. Ово смањење представља 41% смањења сувих шума, а већина крчења одвијала се дуж ивица тих шума, управо на подручју на ком ова сова обитава. Деградација шума не представља само директну претњу мадагаскарској кукувији, већ прети и смањењу плена ове сове, првенствено црног пацова, од кога мадагаскарска кукувија и те како зависи.